# Protonemura aroania
Protonemura aroania is een steenvlieg uit de familie beeksteenvliegen (Nemouridae). De wetenschappelijke naam van de soort is voor het eerst geldig gepubliceerd in 2001 door Tierno de Figueroa & Fochetti.